# Mouser
Mouser (マウサー?, Mausā) è un videogioco arcade di genere platform sviluppato e pubblicato da UPL nel 1983. Venne convertito solo ed esclusivamente per l'home computer MSX.
È stato emulato per la prima volta ed è tuttora presente nell'antologia di Hamster Corporation Arcade Archives per PlayStation 4 e Nintendo Switch.

## Modalità di gioco
Il gameplay di Mouser è simile a quello di Donkey Kong della Nintendo. Nyanta, il protagonista del titolo, è un gatto che deve salvare la sua ragazza Mariya da una banda di topi, l'esercito alleato Chusuke. Mariya è tenuta prigioniera in cima a una serie di piattaforme. L'obiettivo del giocatore è catturare un certo numero di topi blu, in modo che possa apparire una scala che lo porta in cima. I topi rossi ostacoleranno il giocatore lanciando oggetti, come bombe, chiavi inglesi, vasi di fiori e altri ostacoli. Durante la salita, si possono raccogliere oggetti speciali come i pesci, per ottenere velocità e punti extra.
Una vita viene persa quando Nyanta tocca un topo rosso o il cane Wan-ko che appare dalla porta blu sul palco, cade da un punto alto sulla piattaforma o viene investito da un aereo se rimane nello stesso posto per un certo periodo di tempo. La partita finisce una volta che le vite sono esurite.

## Accoglienza
In Giappone, la rivista Game Machine elencò Mouser nel numero del 1º giugno 1983 come l'ottava unità arcade di maggior successo del mese.

## Musica
Il brano arrangiato ad 8-bit presente in Mouser è Turkey in the Straw.